# Za Przełazem
Za Przełazem – skała we wsi Rożnów w województwie małopolskim, w powiecie nowosądeckim, w gminie Gródek nad Dunajcem. Znajduje się nad wschodnim brzegiem Jeziora Rożnowskiego, pod względem geograficznym na Pogórzu Rożnowskim będącym częścią Pogórza Środkowobeskidzkiego. Do skały dochodzi się wąską drogą, początkowo szutrową, potem wykonaną z płyt betonowych, odbiegającą od drogi z Rożnowa do Gródka nad Dunajcem. Droga ta zaczyna się w odległości około 700 m od cmentarza w Rożnowie w kierunku Gródka nad Dunajcem.
Skała Za Przełazem jest jedną ze Skał Rożnowskich. Znajduje się pomiędzy Czołową i skałą Nad Przełazem, na granicy lasu i otwartego terenu. Jest pozostałością dawnego kamieniołomu. Ma postać skalnego muru o szerokości 26 m. Zachodnia ściana jest pionowa. Są w niej okapy, komin, zacięcia i rysy. Zbudowana jest z piaskowca istebniańskiego. Są to gruboławicowe i gruboziarniste piaskowce przedzielone cienkimi warstwami piaszczystych mułowców zmieszanych ze zwęglonymi resztkami roślinnymi.

## Drogi wspinaczkowe
Skała jest obiektem wspinaczki skalnej, ale znajduje się na terenie prywatnym i wspinaczka dozwolona jest przy zachowaniu zasad ustalonych z właścicielem terenu. Jest na niej 15 dróg wspinaczkowych o trudności od VI do VI.6 w skali polskiej. 14 z nich ma zamontowane stałe punkty asekuracyjne: ringi (r) i stanowisko zjazdowe (st), na jednej wspinaczka na wędkę (w).

1. Kapitan Kloss; VI.1+, 5r + st
2. Wariant Brunera; VI+, 2r + st
3. 17 mgnień wiosny; VI.1, 3r + st
4. Balet; VI.1; 4r + st
5. Stirlitz; VI.3; 5r + st
6. Komin za Przełazem; VI, w
7. Majowe bzyknięcie; VI.2+, 4r, + st
8. Chytre lisy; VI.1+, 3r + st
9. Strzał do lisów; VI.2, 5r + st
10. Przerzuty na oczodoły; VI.4/4+, 6r + st
11. Hemoroidy; VI.5+/6, 4r + st
12. Rigor mortis; VI.6, 5r + st
13. Moszna? Moszna!; VI.2, 2r + st, droga parametryczna

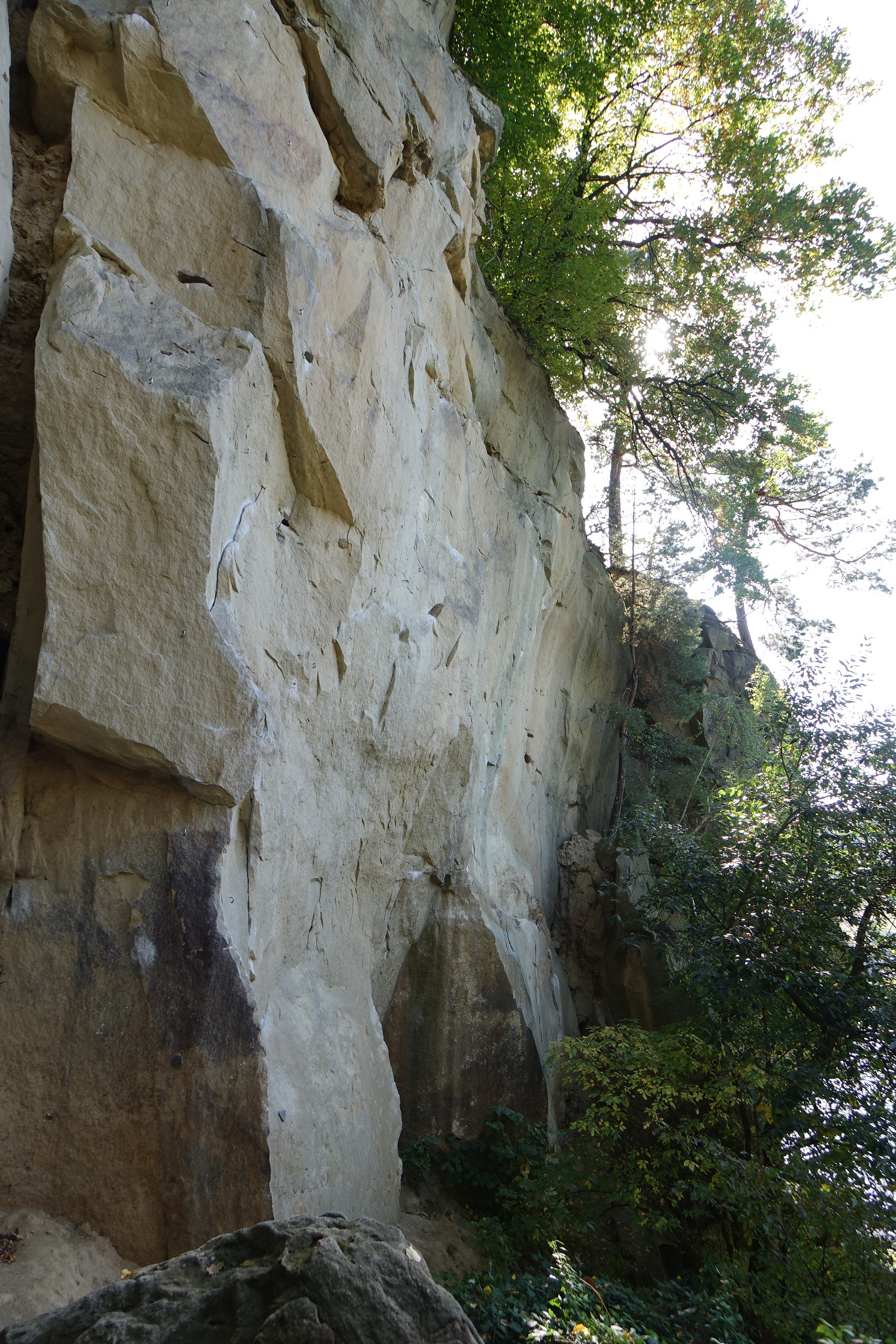
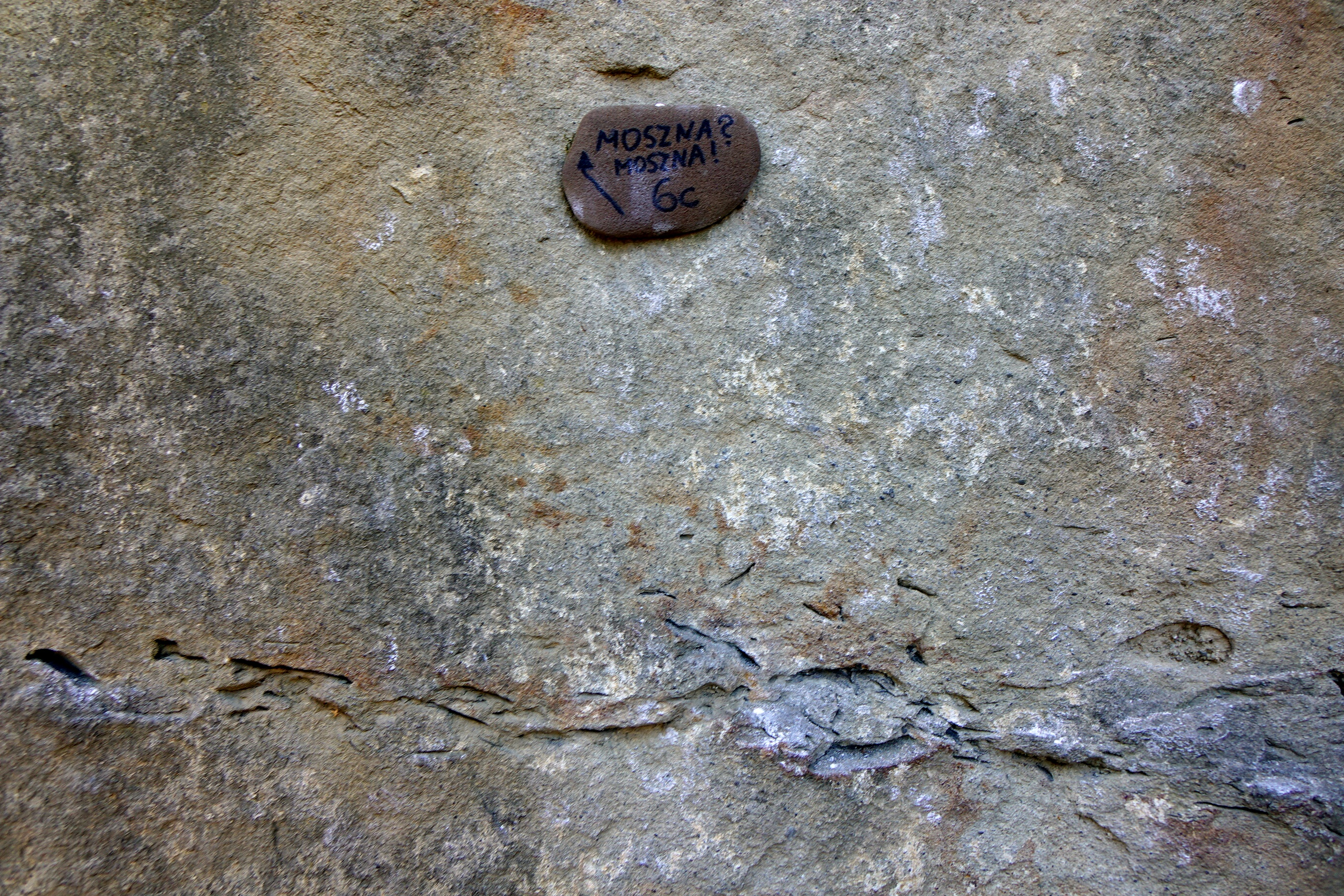
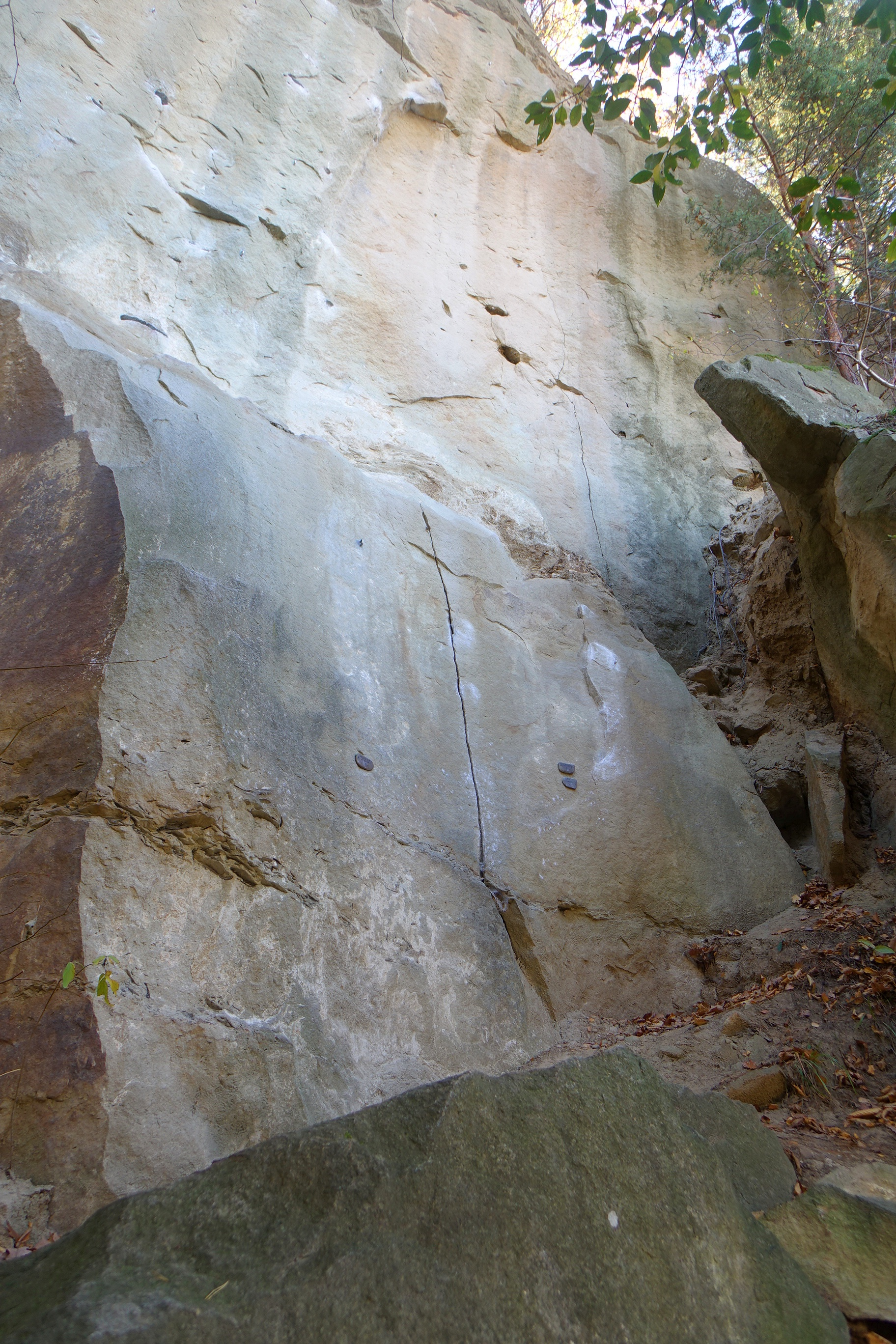
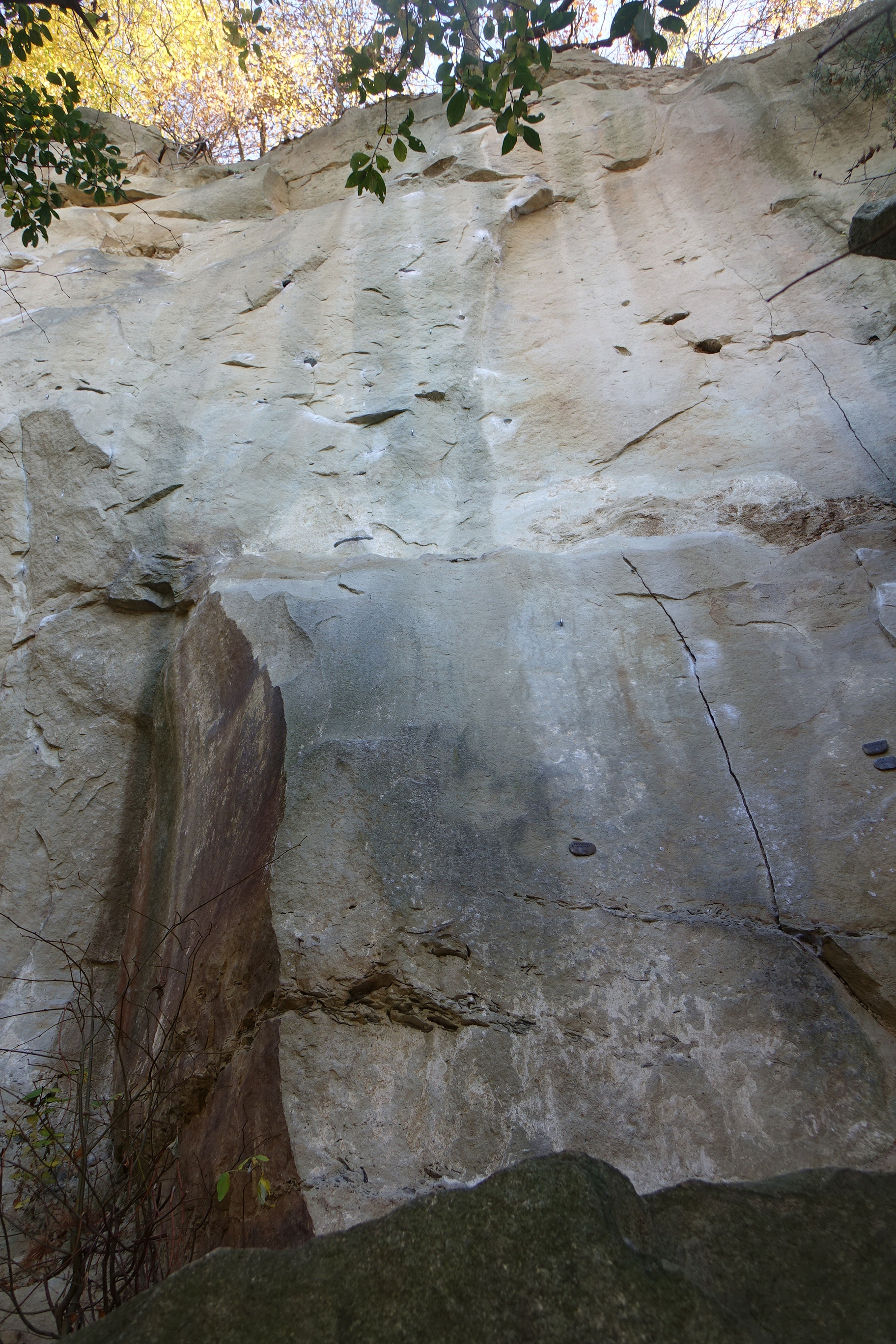
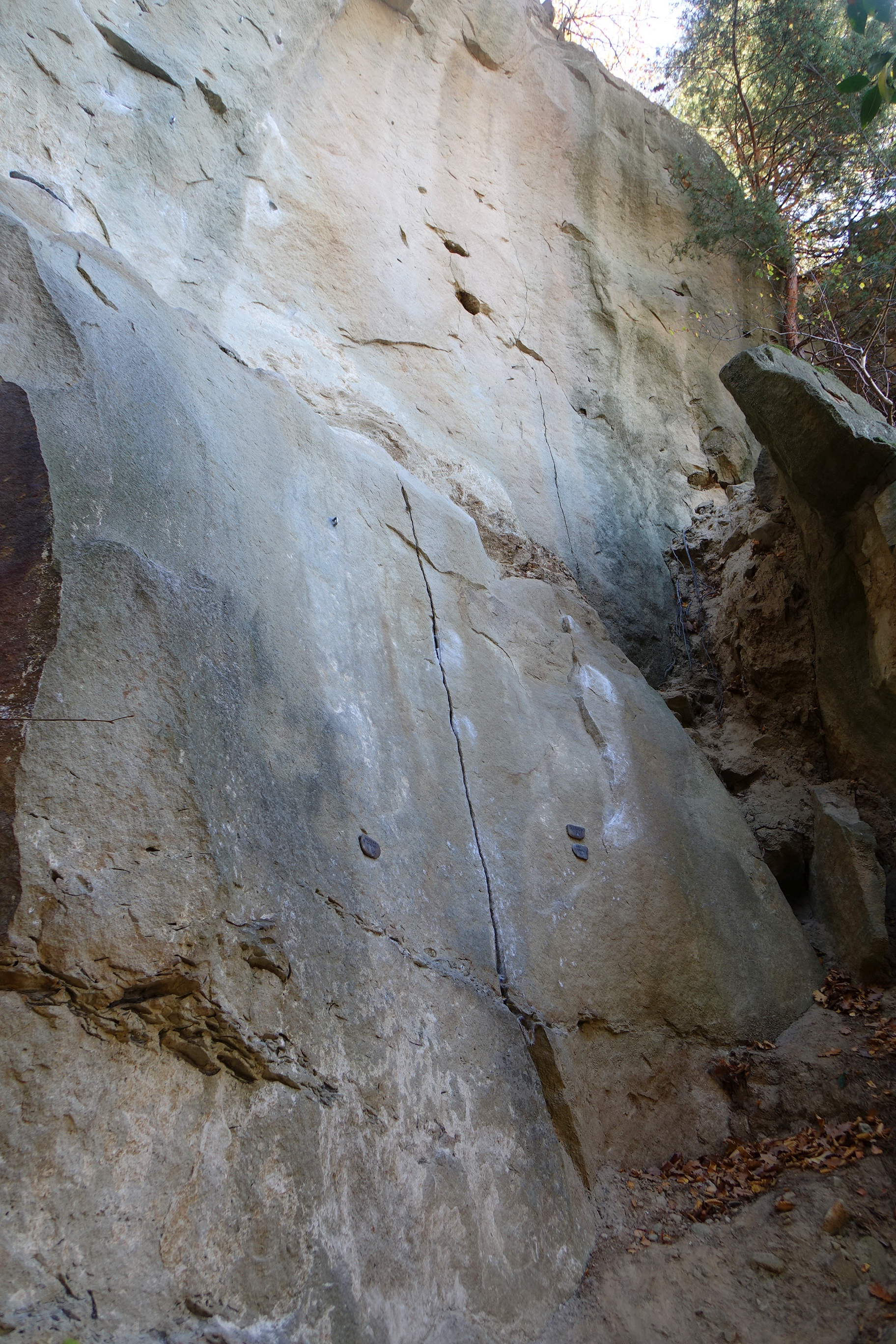
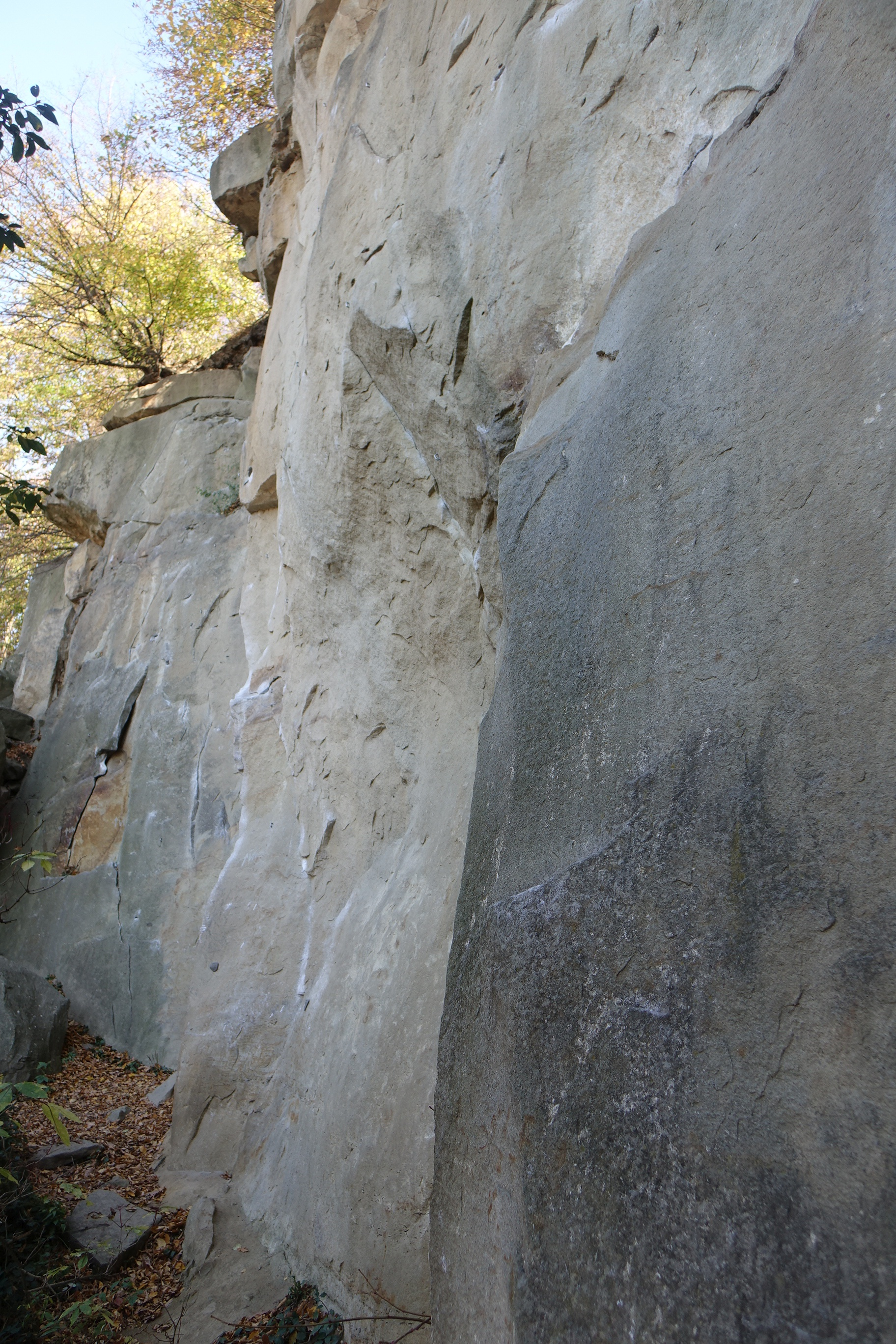
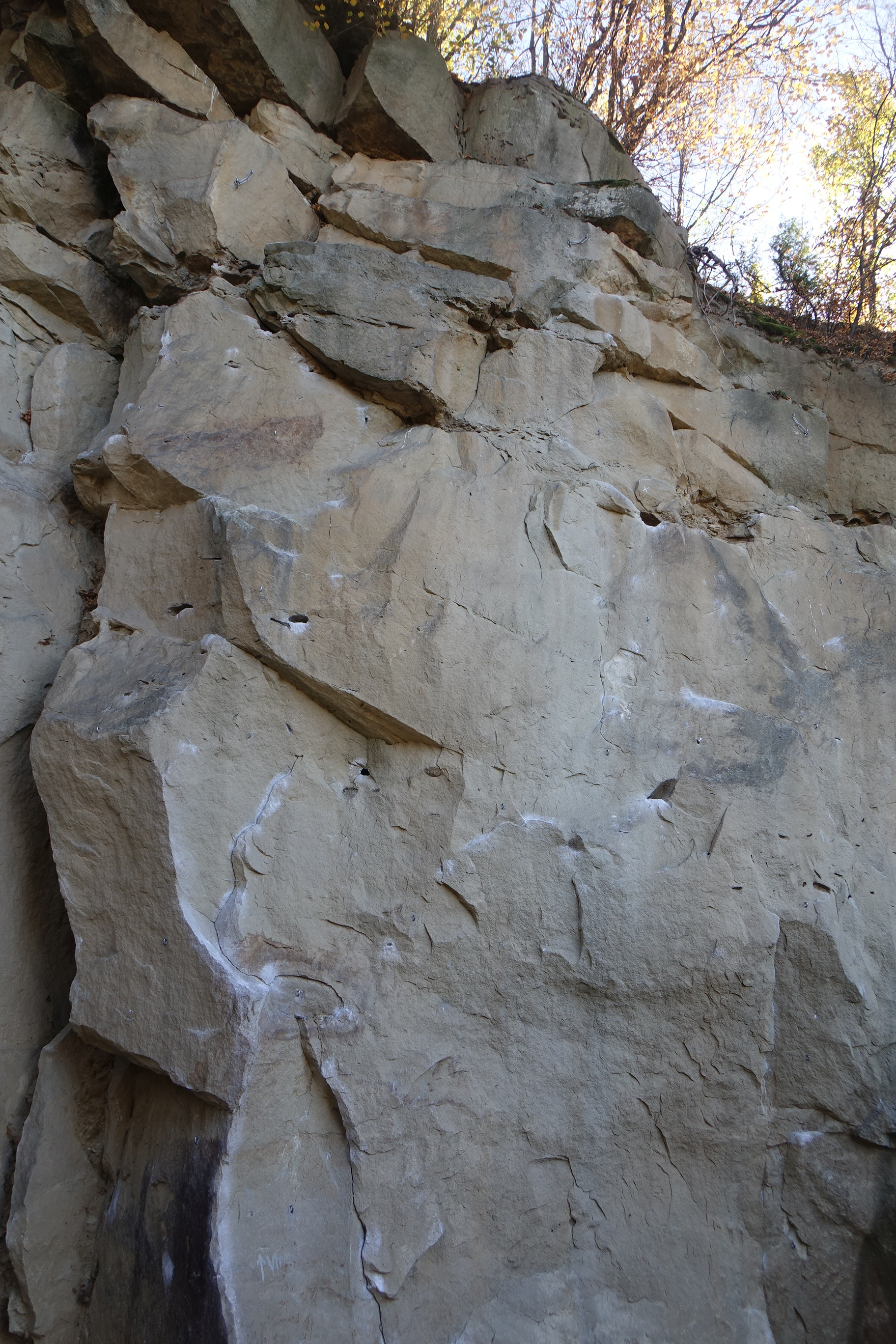
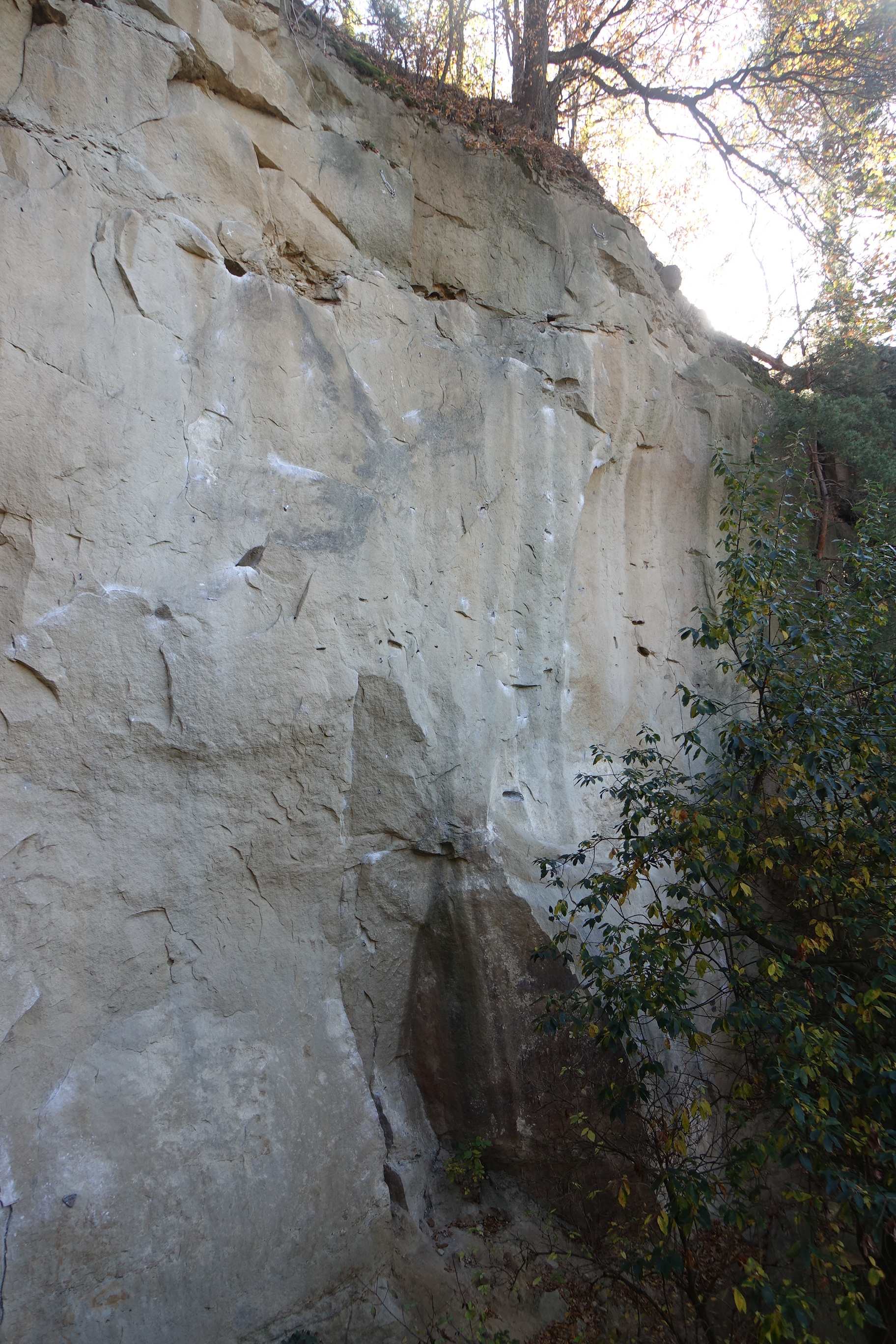
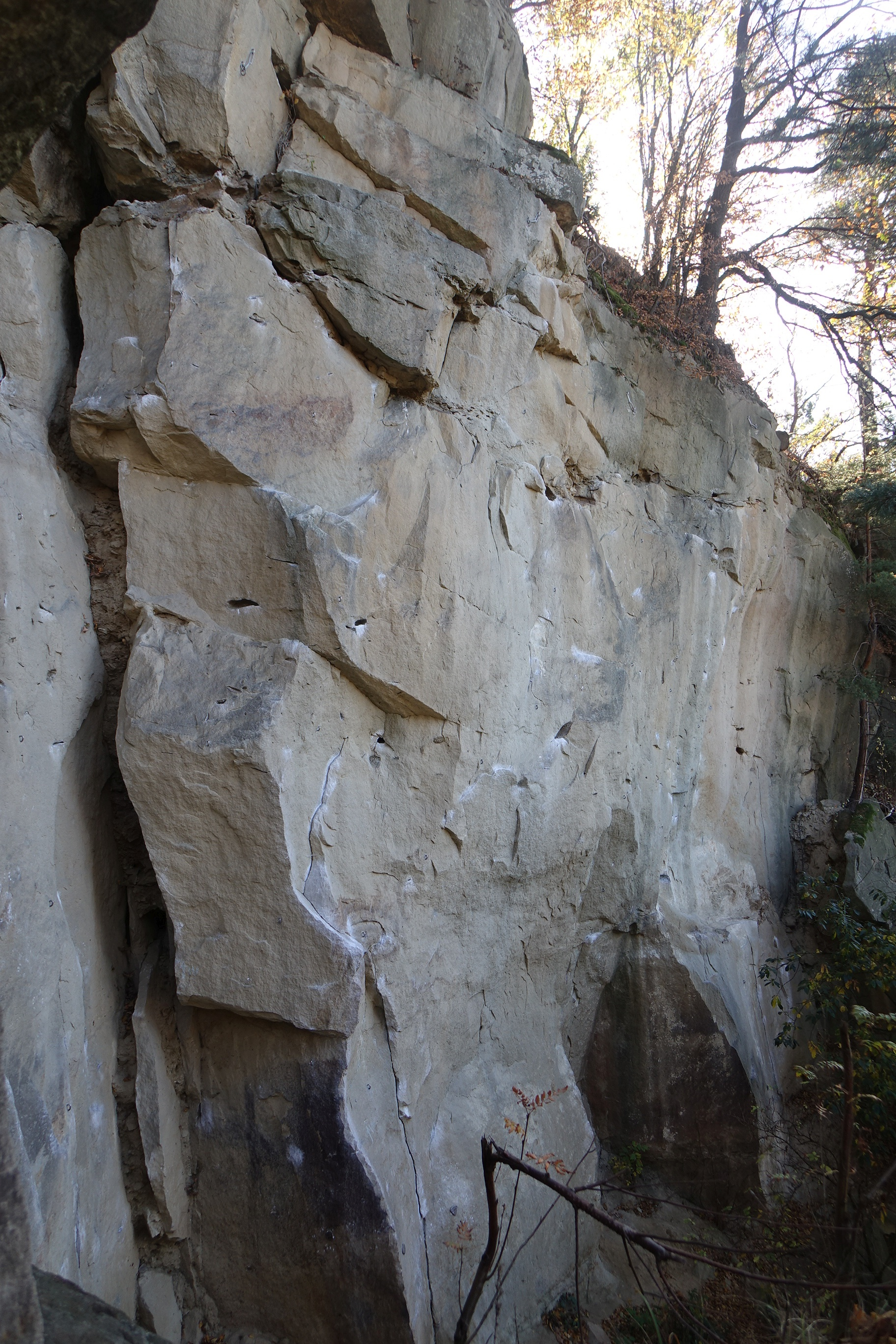

14. Ścierwojad; VI.4, 4r + st
15. Rak odbytu; 5r + st[1].